# Witmaskerkoekoeksduif
De witmaskerkoekoeksduif (Turacoena manadensis) is een vogel uit de familie Columbidae (duiven).

## Verspreiding en leefgebied
Deze soort is endemisch op Sulawesi, een van de grotere eilanden van Indonesië.